# 허핑시차오역

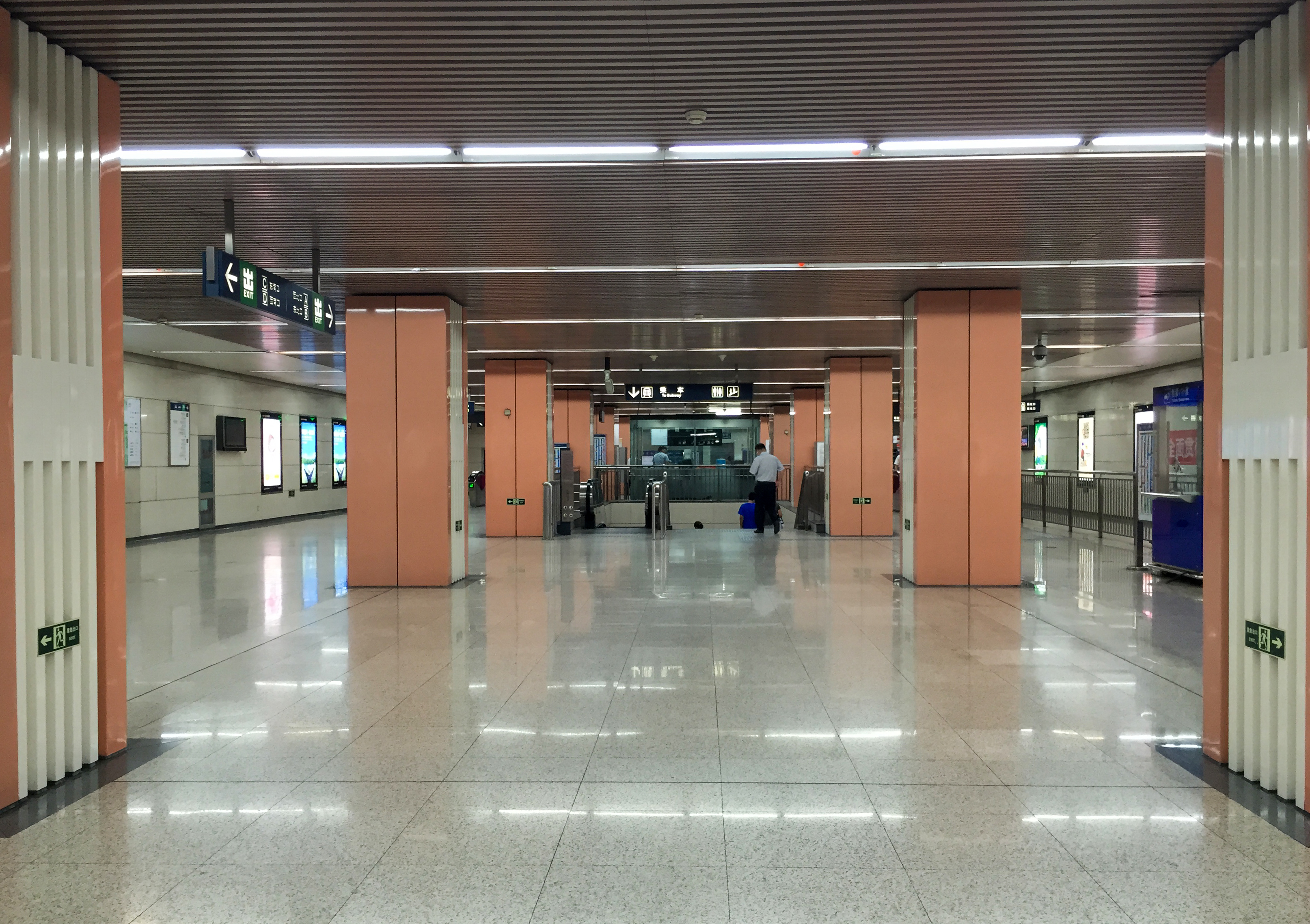
허핑시차오역 5호선 대합실 (2017년 8월 촬영)

허핑시차오역(중국어: 和平西桥站)은 중국 베이징 차오양구 허핑제 가도 북3환 동로·잉화위안 서가·허핑리 서가 교차로에서 허핑시교 남측에 위치한 베이징 지하철 5호선과 12호선의 환승역이다. 역 색조는 분홍색이다.

## 역 구조

### 층별 구조
이 역은 지하역이며, 섬식 승강장으로 설계되어 있다.
| 지면층                 | 출구                            | A—D출구                                      |
| 지하 1층               | 대합실                          | 고객센터, 자동매표기, 개집표기               |
| 지하 2층 5호선 승강장  | ←                               | ■ 5호선 톈퉁위안베이 방면 (후이신시제난커우) |
| 지하 2층 5호선 승강장  | 섬식 승강장, 왼쪽 출입문이 열림 |                                              |
| 지하 2층 5호선 승강장  | →                               | ■ 5호선 쑹자좡 방면(허핑리베이제)            |
| 지하 3층 12호선 승강장 | ←                               | ■ 12호선 쓰지칭차오 방면 (안전차오)          |
| 지하 3층 12호선 승강장 | 섬식 승강장, 왼쪽 출입문이 열림 |                                              |
| 지하 3층 12호선 승강장 | →                               | ■ 12호선 둥바베이 방면 (광시먼)              |

### 대합실
허핑시차오역의 대합실은 허칭리 서가 지하에 관통식으로 이루어져있다.

### 승강장
허핑시차오역 5호선 승강장은 허핑리 서가 지하에 있는 섬식 승강장이고, 12호선 역사는 기둥이 없는 복층 단일 경간 분리식 섬식 승강장을 적용하였다.

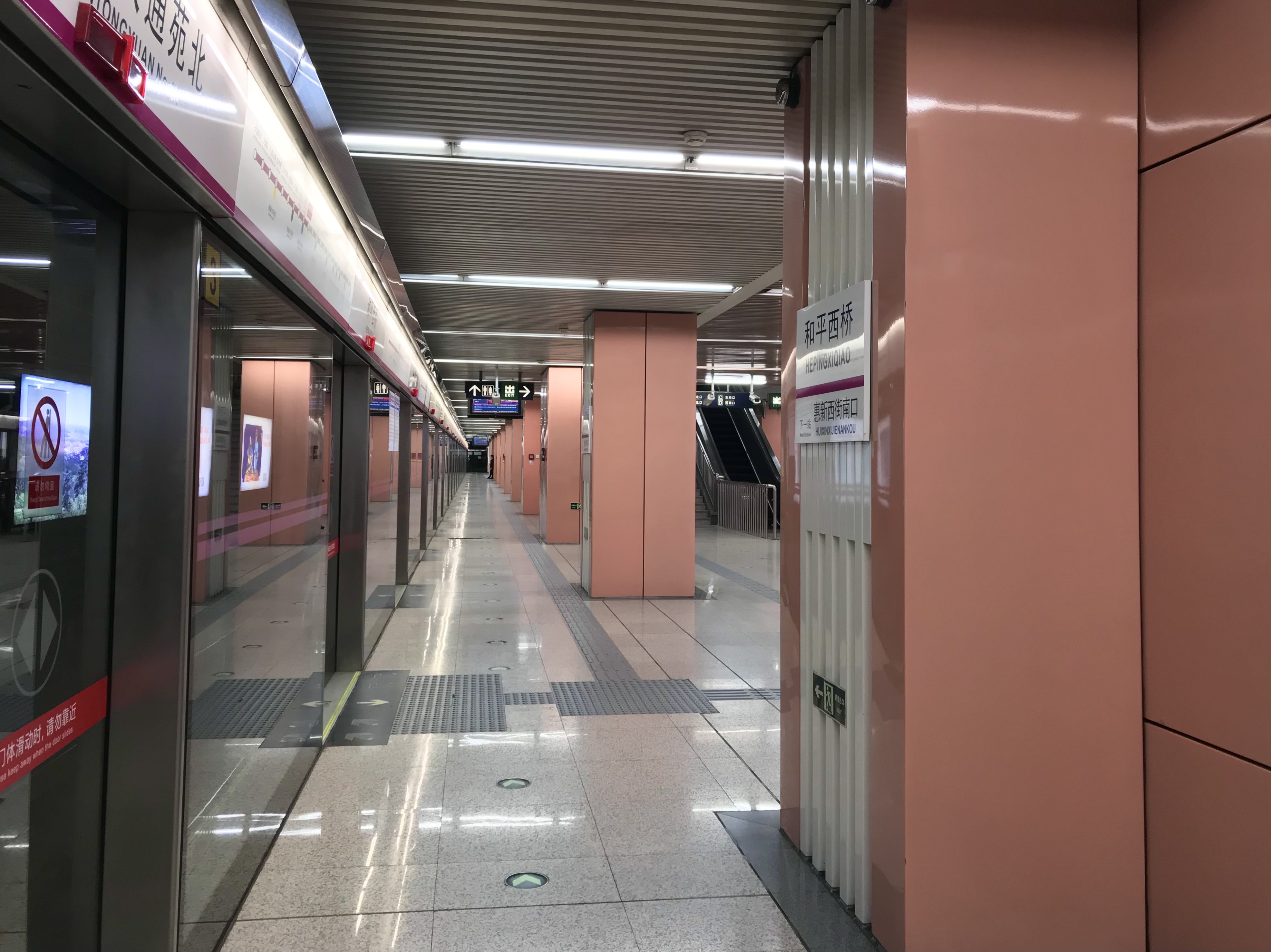
상행 방향 스크린도어
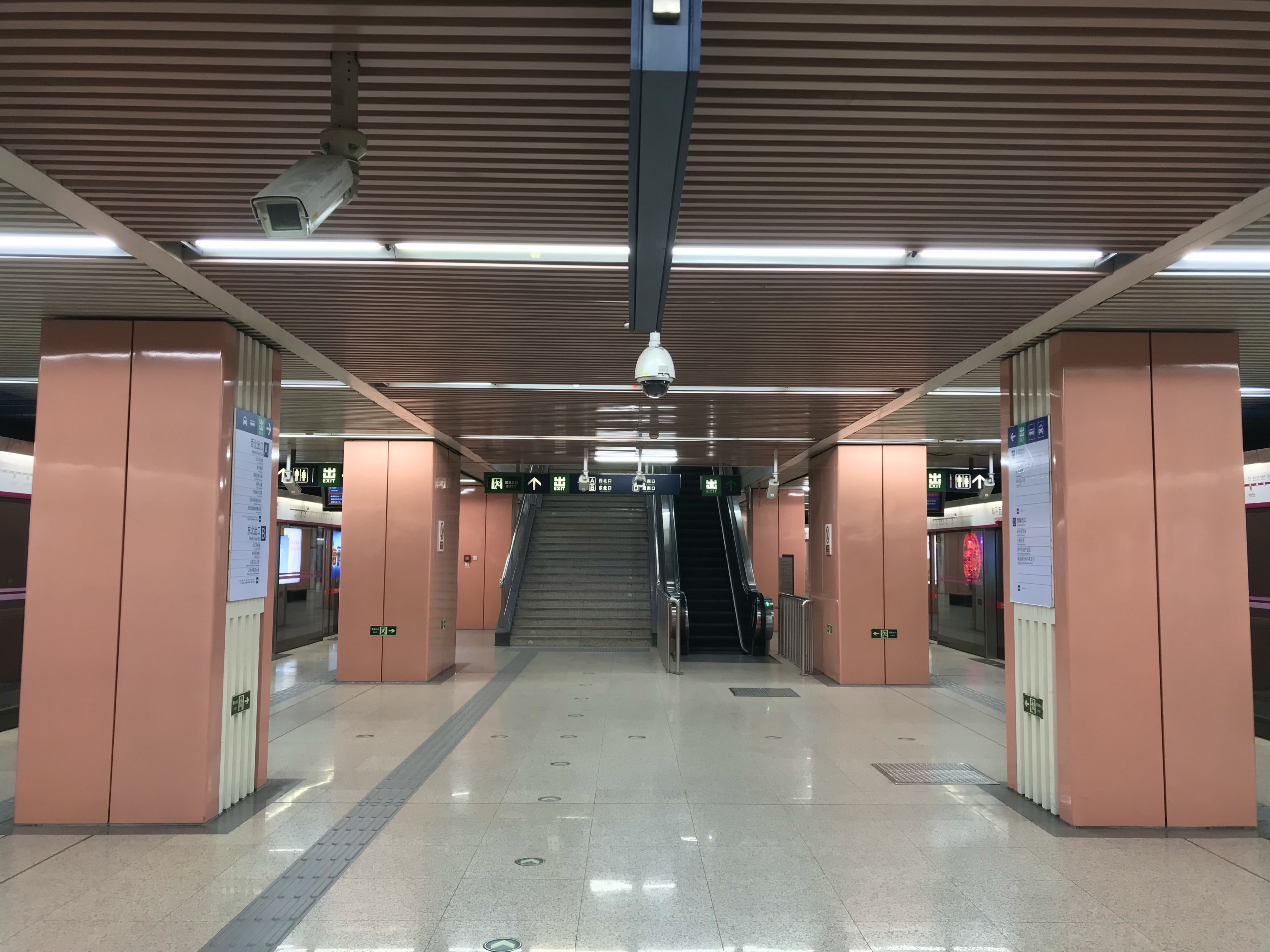
승강장 북단

5호선 승강장 전경(2017년 8월 촬영)

### 출구
5호선 역에는 A(북서), B(동북), C(동남), D(서남) 등 4개의 출입구가 있다. 12호선 역에는 E, F, G 3개의 신설된 출입구가 있으며, (E출입구는 5호선 A출입구와 인접해 있으며, F출입구는 허핑서교 북서쪽에 위치하고, G출입구는 허핑서교 북동쪽에 위치한다.) 5호선 공유 포트 B출입구와 연결되어 있다. 이 역의 B 출입구는 12호선 환승 통로 건설에 협력하기 위해 2024년 2월 10일부터 추후 공지가 있을 때까지 일시적으로 폐쇄되었다. 이 출입구는 2024년 6월 말에 완공될 예정이지만 즉시 개통되지는 않았다. 리모델링 후 B출입구 통로에 새로운 에스컬레이터가 추가되었다.
|                            |                           |                                                                              |  |
|                            |                           |                                                                              |  |
| 출구                       | 지시                      | 출구 인근                                                                    |  |
| 出口 · A                   | 북3환 동로(北三环东路)    | 북3환 동로(남측), 성구 화원, 차오양구 감사국, 이헝 빌딩, 베이징 세계무셕센터 |  |
| 出口 · B                   | 북3환 동로(北三环东路)    | 북3환 동로(남측), 베이징 화공대학(동캠퍼스), 베이징 중의약대학(서캠퍼스)     |  |
| 出口 · C                   | 허핑리 서가(和平里西街)   | 허핑리 서가(동측), 허핑 가원, 허핑가 11구                                    |  |
| 出口 · D                   | 허핑리 서가(和平里西街)   | 허핑리 서가(서측), 샤오황좡로                                                |  |
| 出口 · E                   | 북3환 동로(北三环东路)    |                                                                              |  |
| 出口 · F                   | 잉화위안 서가(樱花园西街) |                                                                              |  |
| 出口 · G                   | 잉화위안 서가(樱花园西街) |                                                                              |  |
| 아이콘 설명: 휠체어 리프트 |                           |                                                                              |  |